# Одбрана два скакача
Овај чланак користи алгебарску шаховску нотацију како би се описали шаховски потези.
Одбрана два скакача је шаховско отварање које почиње потезима:
1. е4 е5 2. Сф3 Сц6 3. Лц4 Сф6

## Карактеристике
Притиском на тачку е4 црни тежи да оствари активну противигру. За разлику од Италијанске партије, овде се игра веома рано заоштрава. Бели има неколико могућности, а у пракси се најчешће сусреће оштро 4. Сг5 и нешто мирније 4. д4.